# Ljusdals BK
Ljusdals BK is een bandyclub uit Ljusdal in Zweden. De club werd opgericht in 1943. De club werd Zweeds kampioen in 1975.